# Goldenes Zeitalter der Antarktis-Forschung

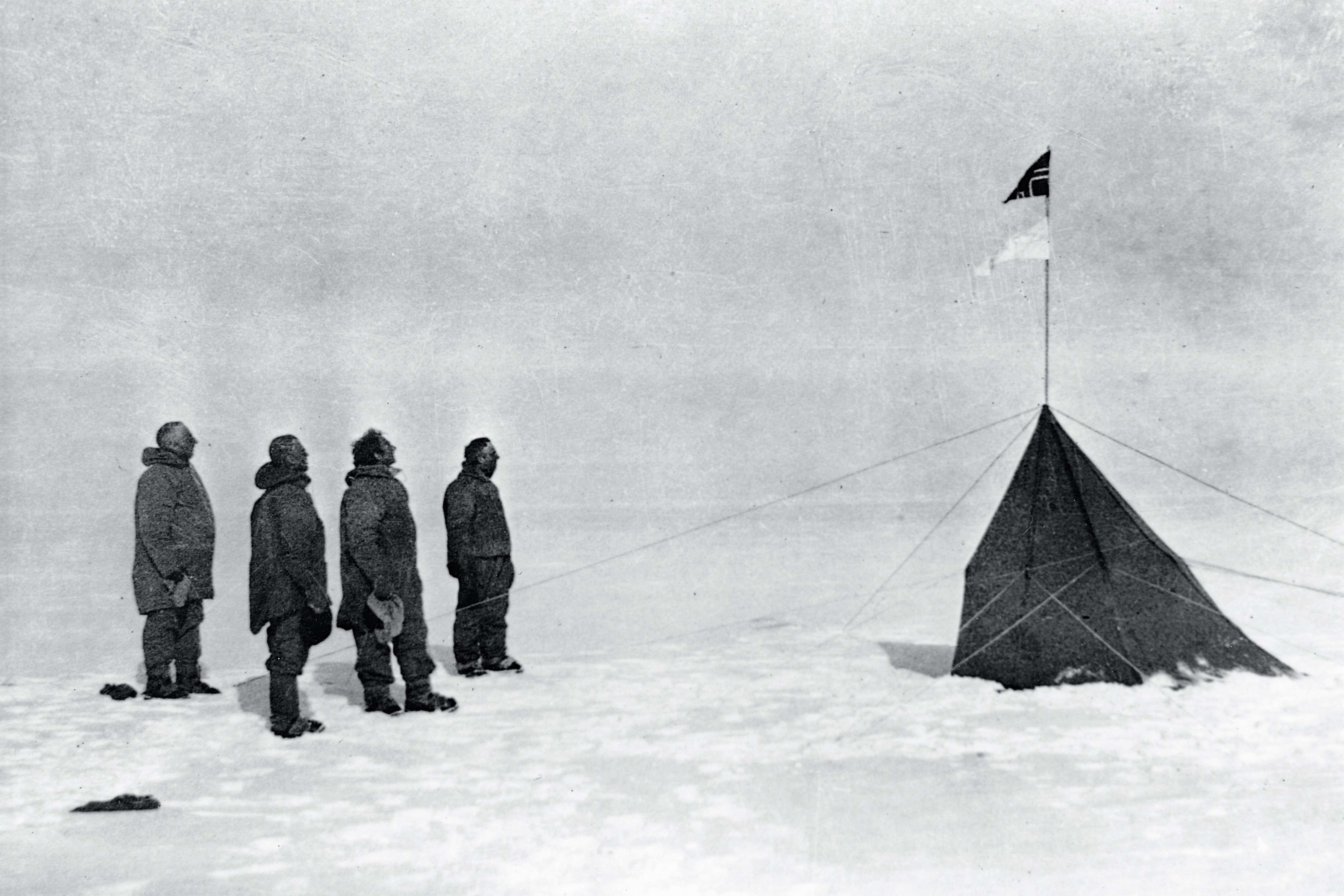
Der Höhepunkt des goldenen Zeitalters der Antarktis-Forschung: Roald Amundsen und seine Begleiter erreichen im Dezember 1911 als erste den geographischen Südpol.

Das Goldene Zeitalter der Antarktis-Forschung – im englischen Sprachraum als „Heroic Age“ (Heldenalter) bezeichnet – beschreibt eine Ära, die sich vom Ende des 19. Jahrhunderts bis in die frühen 1920er Jahre erstreckt. Während dieser Periode von circa 25 Jahren rückte die Antarktis in den Mittelpunkt internationalen Interesses, was zu einer intensiven naturwissenschaftlichen und geographischen Erforschung führte, während derer sechzehn große Expeditionen von acht verschiedenen Ländern gestartet wurden.
Allen Expeditionen gemein waren die begrenzten Mittel, die man zur Verfügung hatte, bevor weitere Entwicklungen im Bereich der Logistik und der Kommunikationstechnologie die Arbeit der Forscher revolutionierten. Dies bedeutete, dass jede Expedition eine extreme Ausdauerleistung erforderte, die ihre Teilnehmer an die Grenzen der physischen und mentalen Leistungsfähigkeit brachte. Das Etikett „heldenhaft“, das man ihnen später verlieh, bezog sich vor allem auf die Widrigkeiten, die von diesen Pionieren überwunden werden mussten, von denen einige diese Erfahrung nicht überlebten; während dieser Zeit starben 19 Expeditionsteilnehmer.
Im Verlauf dieser Expeditionen wurden sowohl der geographische als auch der magnetische Südpol erreicht. Der Erfolg, als Erster am geographischen Südpol zu sein, war das vorrangige Ziel einiger Expeditionen und der Hauptgrund für Unternehmungen von Roald Amundsen. Dennoch war dies nur ein Aspekt der Erforschung der Polargebiete während dieser Zeit; andere Expeditionen arbeiteten mit bestimmten Zielen in verschiedenen Teilen des antarktischen Kontinents. In der Folge all dieser Aktivitäten wurde ein großer Teil der Küstenlinie des Kontinents entdeckt und kartiert und eine bedeutende Anzahl von Gebieten im Landesinneren erforscht. Die Expeditionen lieferten außerdem große Mengen wissenschaftlicher Daten und Proben in vielen verschiedenen wissenschaftlichen Disziplinen, deren Untersuchung und Analyse die Wissenschaftler weltweit über Jahrzehnte beschäftigte.

## Beginn des goldenen Zeitalters

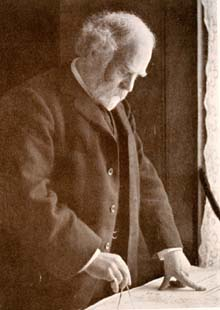
Sir John Murray

Der erste Impuls für die großen Antarktis-Expeditionen wurde während einer Vorlesung vor der Royal Geographical Society in London im Jahr 1893 gegeben. Es war John Murray von der ozeanographischen Challenger-Expedition, der 1872–1876 in antarktischen Gewässern gesegelt war. Er schlug vor, man solle eine neue Antarktis-Expedition organisieren, um „Antworten auf die offenen geographischen Fragen zu finden, die noch immer im Süden gestellt würden“. Im August 1895 verabschiedete der „Sechste Internationale Geographische Kongress“ in London eine allgemeine Resolution, die Wissenschaftler weltweit dazu aufrief, Gründe für die Erforschung der Antarktis zu bewerben „wie auch immer es am effektivsten erscheinen würde“. Solche Bestrebungen würden „nahezu jeder Sparte der Wissenschaft zugute kommen“. Der Norweger Carsten Borchgrevink, der gerade von einer Walfang-Expedition zurückgekehrt war, während der er einer der ersten war, die einen Fuß auf das antarktische Festland gesetzt hatten, hatte eine Rede vor dem Kongress gehalten. Während dieser Rede erläuterte Borchgrevink Pläne für eine große bahnbrechende Antarktis-Expedition mit einer Basis am Kap Adare.
Dennoch wurde das goldene Zeitalter letztlich 1897 durch eine Expedition des belgischen geographischen Instituts eingeläutet; Borchgrevink folgte ein Jahr später mit einer privat finanzierten Expedition. Die Bezeichnung „Heldenalter“ erfolgte erst sehr viel später. Der Begriff wird weder in den frühen Expeditions-Berichten oder Memoiren noch in den Biographien der polaren Akteure, die in den 1920er und 1930er Jahren aufkamen, erwähnt. Es ist nicht klar, wann der Begriff erstmals auftauchte oder allgemein übernommen wurde. Er wurde im März 1956 vom britischen Forscher Duncan Carse (1913–2004) benutzt, der für die Times schrieb. In einer Beschreibung der ersten Durchquerung von Südgeorgien 1916 schrieb er von „drei Männern aus dem Heldenalter der Antarktis-Forschung, ausgestattet mit einem Zimmermanns-Beil und jeweils 50 Fuß Seil zwischen sich“. Dabei ist das Wort „Heldenalter“ durchaus im eigentlichen Sinne verwendet worden. So bezeichnet man eine Zeit, in der Sagen und Mythen um große Helden entstehen, und ähnlich verhielt es sich mit den großen Persönlichkeiten in der Polarforschung der damaligen Zeit, die allesamt in ihren Heimatländern zu (National-)Helden wurden.

## Expeditionen 1897–1922
Hinweise
1. Die Zusammenfassungen in der Tabelle behandeln nicht die wissenschaftlichen Arbeiten während dieser Expeditionen, von denen jede Erkenntnisse und Proben für ein breites Spektrum wissenschaftlicher Disziplinen mit zurückbrachte.
2. Die Tabelle enthält ebenfalls weder eine der zahlreichen Walfang-Reisen, die während dieser Zeit stattfanden, noch sub-antarktische Expeditionen, wie z. B. die deutsche Valdivia-Expedition 1898–99, die nicht den antarktischen Polarkreis erreichte.[12] Die fehlgeschlagene British Imperial Antarctic Expedition von 1920–22, die aufgrund fehlender finanzieller Mittel eingestellt wurde, ist ebenfalls nicht enthalten, obwohl zwei Männer von einem norwegischen Walfänger aus an Land gingen und ein Jahr auf der antarktischen Halbinsel verbrachten.[13]
3. † kennzeichnet den Tod des Leiters während der Expedition

| Zeit        | Nation                 | Bezeichnung                                                    | Schiff(e)        | Leiter                | Zusammenfassung | Ref.                 |
| ----------- | ---------------------- | -------------------------------------------------------------- | ---------------- | --------------------- | --- | -------------------- |
| 1897 – 1899 | Belgien                | Belgica-Expedition                                             | Belgica          | Adrien de Gerlache    | Die erste Expedition, die südlich des antarktischen Polarkreises überwinterte, nachdem das Schiff in der Bellingshausen-See vom Eis eingeschlossen wurde. Man sammelte erstmals ganzjährig Daten aus der Antarktis. Außerdem wurden 71° 30′ S erreicht und die Gerlache-Straße entdeckt. | [ 14 ] [ 15 ] [ 16 ] |
| 1898 – 1900 | Vereinigtes Königreich | Britische Antarktisexpedition 1898 (Southern-Cross-Expedition) | Southern Cross   | Carsten Borchgrevink  | Die erste Expedition, die auf dem antarktischen Festland überwinterte (Kap Adare). Erstmals wurden Hundeschlitten eingesetzt. Die große Eisbarriere (heute bekannt als Ross-Schelfeis) wurde erstmals betreten und mit 78° 50′ S ein neuer Südrekord aufgestellt. Außerdem gelang die Berechnung der Position des antarktischen magnetischen Pols.                                                                                                   | [ 17 ] [ 18 ] [ 19 ] |
| 1901 – 1904 | Vereinigtes Königreich | Britische Antarktisexpedition 1901 (Discovery-Expedition)      | Discovery        | Robert Falcon Scott   | Ihr gelang die Erstbesteigung der westlichen Berge im Victorialand und sie entdeckte die nördlichen Ausläufer des Polarplateaus. Mit 82° 17′ S wurde ein neuer Südrekord aufgestellt. Viele weitere geographische Gegebenheiten wurden entdeckt, kartiert und benannt. Es war die erste von mehreren Expeditionen, die ihr Basislager auf der Ross-Insel im McMurdo-Sund aufschlug.                                                                  | [ 21 ] [ 22 ] [ 23 ] |
| 1901 – 1903 | Deutsches Reich        | Erste Deutsche Antarktis-Expedition (Gauß-Expedition)          | Gauß             | Erich von Drygalski   | Die erste Expedition, die den östlichen Teil der Antarktis untersuchte. Man entdeckte die Küste von Kaiser-Wilhelm-II.-Land und den Gaußberg. Das Schiff der Expedition wurde im Eis eingeschlossen, was eine weitergehende Erforschung verhinderte. | [ 24 ] [ 25 ] [ 26 ] |
| 1901 – 1903 | Schweden               | Schwedische Antarktisexpedition                                | Antarctica       | Otto Nordenskjöld     | Diese Expedition arbeitete an der Ostküste von Grahamland und hatte ihr Basislager auf Snow Hill Island. Nachdem das Expeditions-Schiff gesunken war, mussten Teile der Mannschaft auch auf der Paulet-Insel sowie an der Hope Bay überwintern. Sie wurden von der argentinischen Korvette Uruguay gerettet. | [ 27 ] [ 28 ] [ 29 ] |
| 1902 – 1904 | Vereinigtes Königreich | Scottish National Antarctic Expedition                         | Scotia           | William Speirs Bruce  | Die Orcadas-Wetterstation auf den südlichen Orkney-Inseln wurde eingerichtet. Man drang bis auf 74° 1′ S in die Weddell-See vor und die Küstenlinie von Coatsland wurde als Ostgrenze dieser Meeresbucht entdeckt. | [ 30 ] [ 31 ]        |
| 1903 – 1905 | Frankreich             | Vierte Französische Antarktisexpedition                        | Français         | Jean-Baptiste Charcot | Ursprünglich als Rettungsmaßnahme für die gestrandete Nordenskjöld-Gruppe gedacht, bestand die Hauptaufgabe dieser Expedition in der Kartierung und Vermessung von Inseln und der Westküste von Grahamland auf der antarktischen Halbinsel. Ein Küstenabschnitt wurde erforscht und nach dem damaligen französischen Präsidenten Loubet-Küste genannt.                                                                                               | [ 32 ] [ 33 ] [ 34 ] |
| 1907 – 1909 | Vereinigtes Königreich | Britische Antarktisexpedition 1907 (Nimrod-Expedition)         | Nimrod           | Ernest Shackleton     | Die erste Expedition unter Leitung von Shackleton. Von einer Basis im McMurdo-Sund aus erfolgte die Erstbegehung der Beardmore-Gletscher-Route zum Südpol. Nur noch 97 Seemeilen (ca. 180 km) vom Pol entfernt wurde bei 88° 23′ S ein neuer Südrekord aufgestellt. Die nördliche Gruppe erreichte erstmals den antarktischen magnetischen Pol. | [ 35 ] [ 36 ] [ 37 ] |
| 1908 – 1910 | Frankreich             | Fünfte Französische Antarktisexpedition                        | Pourquoi-Pas? IV | Jean-Baptiste Charcot | Sie setzte die Arbeit der früheren französischen Expedition fort. Neben einer allgemeinen Erkundung der Bellingshausen-See wurden Inseln und Küstenabschnitte entdeckt darunter die Marguerite-Bucht, die Charcot-Insel, die Renaud-Insel, die Mikkelsen-Bucht und die Rothschild-Insel. | [ 32 ] [ 38 ] [ 34 ] |
| 1910 – 1912 | Japan                  | Japanische Antarktisexpedition                                 | Kainan Maru      | Nobu Shirase          | Die erste nicht-europäische Antarktis-Expedition führte eine Erkundung der Küste von König-Edward-VII-Land durch und untersuchte den östlichen Teil der großen Eisbarriere. Man erreichte 80° 5′ S. | [ 39 ] [ 40 ]        |
| 1910 – 1912 | Norwegen               | Amundsens Fram-Expedition                                      | Fram             | Roald Amundsen        | Als Erster am Südpol: Amundsen schlug sein Lager auf der großen Eisbarriere nahe der Bucht der Wale auf. Er entdeckte eine neue Route zum Südpolarplateau über den Axel-Heiberg-Gletscher. Eine Gruppe von fünf Männern unter Leitung von Amundsen erreichte am 14. Dezember 1911 den Südpol über diese Route. | [ 41 ] [ 42 ] [ 43 ] |
| 1910 – 1913 | Vereinigtes Königreich | Britische Antarktisexpedition 1910 (Terra-Nova-Expedition)     | Terra Nova       | Robert Falcon Scott † | Scotts letzte Expedition startete wie schon seine erste vom McMurdo-Sund. Scott und vier weitere Männer erreichten den Südpol auf der Beardmore-Route am 18. Januar 1912, 35 Tage nach Amundsen. Alle fünf starben auf dem Rückmarsch vom Pol an Hunger und Kälte. | [ 44 ] [ 45 ] [ 46 ] |
| 1911 – 1912 | Deutsches Reich        | Zweite Deutsche Antarktisexpedition                            | Deutschland      | Wilhelm Filchner      | Das Ziel war die erste Durchquerung der Antarktis. Der Expedition gelang es, an den mit 77° 45’ S bis heute südlichsten Punkt in die Weddell-See vorzudringen. Sie entdeckte das Prinzregent-Luitpold-Land, das Filchner-Ronne-Schelfeis und die Vahsel-Bucht. Der Aufbau einer Küstenbasis für den Start des transkontinentalen Marschs misslang, und nach einer langen Drift durch das Packeis der Weddell-See kehrte sie zurück nach Südgeorgien. | [ 47 ] [ 29 ] [ 48 ] |
| 1911 – 1914 | Australien             | Australasiatische Antarktisexpedition                          | Aurora           | Douglas Mawson        | Die Expedition konzentrierte sich auf die Küstenabschnitt zwischen Kap Adare und dem Gaußberg, wo man Kartierungen und Studien der Küste und des Hinterlandes vornahm. Zu den Entdeckungen der Expedition gehören unter anderem die Commonwealth-Bucht, der Ninnis-Gletscher, der Mertz-Gletscher und Königin-Marie-Land. | [ 49 ] [ 50 ] [ 51 ] |
| 1914 – 1917 | Vereinigtes Königreich | Imperiale Trans-Antarktis-Expedition (Weddell Sea Party)       | Endurance        | Ernest Shackleton     | Ein weiterer Versuch einer Durchquerung des antarktischen Kontinents über den Südpol hinweg. Die Landung der Gruppe in der Weddell-See misslang, nachdem das Expeditionsschiff Endurance im Eis steckengeblieben und zerdrückt worden war. Den Expeditionsteilnehmern gelang die eigene Rettung nach einer längeren Drift auf einer Eisscholle, Shackletons Reise in einem offenen Boot und der ersten Durchquerung Südgeorgiens.                    | [ 52 ] [ 53 ]        |
| 1914 – 1917 | Vereinigtes Königreich | Imperiale Trans-Antarktis-Expedition (Ross Sea Party)          | Aurora           | Aeneas Mackintosh †   | Die Expedition sollte die Endurance-Expedition unterstützen. Das Ziel war die Errichtung von Depots entlang der großen Eisbarriere bis zum Beardmore-Gletscher, um die Gruppe, die von der Weddell-See aus die Kontinentaldurchquerung starten sollte, zu unterstützen. Alle benötigten Depots wurden angelegt, jedoch kamen dabei drei Männer ums Leben, darunter Mackintosh als Leiter der Expedition.                                             | [ 54 ]               |
| 1921 – 1922 | Vereinigtes Königreich | Shackleton-Rowett-Expedition Quest-Expedition                  | Quest            | Ernest Shackleton †   | Ungefähre Ziele waren unter anderem die Kartierung der Küste, eine mögliche Umfahrung des Kontinents, die Untersuchung der sub-antarktischen Inseln und ozeanographische Arbeiten. Nach Shackletons Tod am 5. Januar 1922 beendete die Quest unter der Leitung von Frank Wild ein verkürztes Programm, bevor sie nach Hause zurückkehrte. | [ 55 ] [ 56 ]        |

## Todesfälle während der Expeditionen
Neunzehn Männer starben während dieser Ära bei Expeditionen in die Antarktis, fünf davon an Krankheiten, die nicht mit ihren Erlebnissen in der Antarktis zusammenhingen, und zwei bei Unfällen in Neuseeland. Die übrigen zwölf kamen im Einsatz auf oder nahe dem antarktischen Kontinent ums Leben.
| Expedition                             | Name                       | Nationalität           | Sterbedatum   | Sterbeort                                         | Todesursache                       | Ref.                               |
| -------------------------------------- | -------------------------- | ---------------------- | ------------- | ------------------------------------------------- | ---------------------------------- | ---------------------------------- |
| Belgica-Expedition                     | Carl-August Wiencke        | Norwegen               | 22. Jan. 1898 | Bransfieldstraße nahe den Austin Rocks, Antarktis | Ertrinken                          | [ 57 ]                             |
| Belgica-Expedition                     | Émile Danco                | Belgien                | 5. Juni 1898  | vor der Küste von Grahamland, Antarktis           | Herzkrankheit                      | [ 58 ]                             |
| Southern-Cross-Expedition              | Nicolai Hanson             | Norwegen               | 14. Okt. 1899 | Kap Adare, Antarktis                              | Darmkrankheit                      | [ 59 ]                             |
| Discovery-Expedition                   | Charles Bonner             | Vereinigtes Königreich | 2. Dez. 1901  | Hafen von Lyttelton, Neuseeland                   | Sturz vom Mast des Schiffs         | [ 60 ]                             |
| Discovery-Expedition                   | George Vince               | Vereinigtes Königreich | 11. März 1903 | Ross-Insel, Antarktis                             | Rutsch über einen vereisten Abhang | [ 61 ]                             |
| Schwedische Antarktisexpedition        | Ole Christian Wennersgaard | Norwegen               | 7. Juni 1903  | Paulet-Insel                                      | Herzschwäche                       | [ 62 ]                             |
| Scottish National Antarctic Expedition | Allan Ramsay               | Vereinigtes Königreich | 6. Aug. 1903  | Südliche Orkneyinseln                             | Herzkrankheit                      | [ 63 ]                             |
| Terra-Nova-Expedition                  | Edgar Evans                | Vereinigtes Königreich | 18. Feb. 1912 | Beardmore-Gletscher, Antarktis                    | Hunger und Unterkühlung            | [ 64 ] [ 65 ] [ 66 ] [ 67 ] [ 68 ] |
| Terra-Nova-Expedition                  | Lawrence Oates             | Vereinigtes Königreich | 17. März 1912 | Große Eisbarriere, Antarktis                      | Hunger und Unterkühlung            | [ 64 ] [ 65 ] [ 66 ] [ 67 ] [ 68 ] |
| Terra-Nova-Expedition                  | Robert Falcon Scott        | Vereinigtes Königreich | 29. März 1912 | Große Eisbarriere, Antarktis                      | Hunger und Unterkühlung            | [ 64 ] [ 65 ] [ 66 ] [ 67 ] [ 68 ] |
| Terra-Nova-Expedition                  | Edward Wilson              | Vereinigtes Königreich | 29. März 1912 | Große Eisbarriere, Antarktis                      | Hunger und Unterkühlung            | [ 64 ] [ 65 ] [ 66 ] [ 67 ] [ 68 ] |
| Terra-Nova-Expedition                  | Henry Bowers               | Vereinigtes Königreich | 29. März 1912 | Große Eisbarriere, Antarktis                      | Hunger und Unterkühlung            | [ 64 ] [ 65 ] [ 66 ] [ 67 ] [ 68 ] |
| Terra-Nova-Expedition                  | Robert Brissenden          | Vereinigtes Königreich | 17. Aug. 1912 | Admiralty Bay, Neuseeland                         | Ertrinken                          | [ 64 ] [ 65 ] [ 66 ] [ 67 ] [ 68 ] |
| Zweite Deutsche Antarktisexpedition    | Richard Vahsel             | Deutsches Reich        | 8. Aug. 1912  | Weddell-Meer                                      | Syphilis                           | [ 48 ] [ 69 ] [ 70 ]               |
| Australasiatische Antarktisexpedition  | Belgrave Ninnis            | Vereinigtes Königreich | 14. Dez. 1912 | Georg-V.-Küste, Antarktis                         | Sturz in eine Gletscherspalte      | [ 71 ]                             |
| Australasiatische Antarktisexpedition  | Xavier Mertz               | Schweiz                | 7. Jan. 1913  | Georg-V.-Küste, Antarktis                         | Lebensmittelvergiftung             | [ 71 ]                             |
| Ross Sea Party                         | Arnold Spencer-Smith       | Vereinigtes Königreich | 9. März 1916  | Große Eisbarriere, Antarktis                      | Unterkühlung und Skorbut           | [ 72 ] [ 73 ]                      |
| Ross Sea Party                         | Aeneas Mackintosh          | Vereinigtes Königreich | 8. Mai 1916   | McMurdo-Sund, Antarktis                           | Sturz durch die Eisdecke ins Meer  | [ 72 ] [ 73 ]                      |
| Ross Sea Party                         | Victor Hayward             | Vereinigtes Königreich | 8. Mai 1916   | McMurdo-Sund, Antarktis                           | Sturz durch die Eisdecke ins Meer  | [ 72 ] [ 73 ]                      |
| Shackleton-Rowett-Expedition           | Ernest Shackleton          | Vereinigtes Königreich | 5. Jan. 1922  | Südgeorgien                                       | Herzkrankheit                      | [ 74 ]                             |

Weitere vier Männer starben kurz nach ihrer Rückkehr aus der Antarktis (ausgenommen diejenigen, die im Ersten Weltkrieg fielen):
- Herluf Kløvstad, medizinischer Offizier der Southern-Cross-Expedition, 1898–1900, starb im Jahr 1900 an „Nervenfieber“.[75]
- Jørgen Petersen, erster Maat auf der Southern Cross, starb im September 1900 auf einem Schiff während der Rückreise von Australien unter nicht näher beschriebenen Umständen.[75]
- Bertram Armytage, ein Mitglied der Nimrod-Expedition, 1907–1909, erschoss sich am 12. März 1910.[76]
- Fredrik Hjalmar Johansen, ein Mitglied von Amundsens Expedition, 1910–1912, erschoss sich am 4. Januar 1913.[77]

## Ende des goldenen Zeitalters
Es gibt verschiedene Ansichten darüber, wann genau das goldene Zeitalter der Antarktis-Forschung endete. Shackletons Endurance-Expedition wird manchmal als die letzte Antarktis-Expedition dieser Zeit bezeichnet. Andere Chronisten erweitern die Ära bis zu Shackletons Todestag, dem 5. Januar 1922, und bezeichnen die Shackleton-Rowett- oder Quest-Expedition, während der Shackleton starb, als das letzte Kapitel dieser Epoche. Margery und James Fisher, Shackletons Biographen, sagen dazu: „Wenn es möglich wäre, einen klaren Trennstrich zwischen dem sogenannten Heldenalter der Antarktis-Forschung und der mechanischen Epoche zu ziehen, kann man ebenso gut die Shackleton-Rowett-Expedition als Anhaltspunkt verwenden, um diesen Strich zu ziehen“. Eine Journalistin, die das Schiff besichtigte, bevor es in See stach, berichtete: „Geräte! Vorrichtungen! Technische Apparaturen überall!“. Dazu gehörten Funk, ein elektrisch beheiztes Krähennest und ein Odograph, der die Geschwindigkeit und die Route eines Schiffes ermitteln und aufzeichnen konnte.